# The Bootleg Series Vol. 7: No Direction Home: The Soundtrack
The Bootleg Series Vol. 7: No Direction Home: The Soundtrack – podwójny album zestawiony z nagrań Boba Dylana dokonanych w latach 1959–1966 i stanowiących ścieżkę dźwiękową filmu Martina Scorsesego. Został wydany w 2005 r.

## Historia i charakter albumu
We wrześniu 2005 r. telewizja PBS wyemitowała w dwóch częściach dokumentalny film Martina Scorsesego No Direction Home poświęcony życiu Boba Dylana do 1966 r. W miesiąc później film ten, w poszerzonej formie, ukazał się na DVD. Nieco wcześniej ukazał się podwójny album ze ścieżką muzyczną filmu, wydany w świetnej serii „The Bootleg Series”.
Jednak sam projekt dokumentu narodził się 10 lat wcześniej. Menedżer Boba Dylana Jeff Rosen jeszcze w 1995 r. rozpoczął układać harmonogram wywiadów z przyjaciółmi, znajomymi i współpracownikami artysty. Jeszcze przed ich śmiercią, udało się przeprowadzić wywiady z Allenem Ginsbergiem i Dave’em Van Ronkiem. Nawet pierwsza dziewczyna Dylana – Suze Rotolo – udzieliła wywiadu, chociaż do tej pory unikała takich sytuacji.
Sam Dylan niewiele interesował się tym projektem, gdyż, jak powiedział jeden z jego znajomych w wywiadzie dla magazynu Rolling Stone Bob naprawdę nie spogląda do tyłu.
Do 2001 r. Rosen zebrał już tyle „surowego” materiału filmowego, że narastała potrzeba znalezienia kogoś, kto nada temu jakiś artystyczny i profesjonalny kształt. Zwrócono się do Martina Scorsesego, autora znakomitego filmu muzycznego z ostatniego koncertu grupy The Band Last Waltz. Reżyser wyraził zgodę na dalsze poprowadzenie projektu i doprowadzenie go do końca.
W międzyczasie pracownicy biura Dylana gromadzili setki godzin taśm filmowych z nieraz niezwykle rzadkimi materiałami dotyczącymi Boba Dylana. Przy okazji odkryto wiele nieznanych do tej pory zapisów filmowych. Równocześnie eksploatowano archiwa nagraniowe wybierając utwory do oprawy muzycznej filmu.
Kiedy zdecydowano wydać CD z utworami, które znalazły się na filmie, postanowiono uzupełnić album niezwykle rzadkimi i w większości w ogóle nieznanymi odrzutami i wersjami alternatywnymi kompozycji artysty.

## Muzycy

### Pierwszy dysk
- Bob Dylan – śpiew, gitara, harmonijka (wszystkie utwory)
- Ramblin’ Jack Elliott – gitara, śpiew (14)

### Drugi dysk
- Bruce Langhorn – gitara (1)
- William E. Lee¹ – gitara basowa (1, 8)
- Michael Bloomfield – gitara (2, 3, 4, 5, 7, 8)
- Barry Goldberg – organy (2)
- Al Kooper – organy (2, 3, 4, 5, 7, 8, 9, 10); gitara (6)
- Jerome Arnold – gitara basowa (2)
- Sam Lay – perkusja (2)
- Al Gorgoni – gitara (3, 5, 7)
- Frank Owens – pianino (3)
- Bobby Gregg – perkusja (3, 4, 5, 7, 8)
- Joseph Macho Jr. – gitara basowa (3, 4)
- Paul Griffin – pianino (4, 5, 7, 8)
- Harvey Brooks – gitara basowa (5, 6, 7)
- Charlie McCoy – gitara (9)
- Wayne Moss – gitara (9)
- Joe South – gitara (9)
- Hargus „Pig” Robbins – pianino (9)
- Henry Strzelecki – gitara basowa (9)
- Kenneth Buttrey – perkusja (9)
- Robbie Robertson – gitara (10, 11, 12)
- Garth Hudson – organy (10, 11, 12)
- Rick Danko – gitara basowa (10, 11, 12)
- Richard Manuel – pianino (10)
- Levon Helm – perkusja (10)
- Mickey Jones – perkusja (11, 12)

- ¹ Ojciec reżysera filmowego Spike’a Lee

## Spis utworów

### Pierwszy dysk
| 1.  | „When I Got Troubles” (1959) – nagranie dokonane przez kolegę ze szkoły Rica Kangasa                                                | 1:28    |
|     | |         |
| 2.  | „Rambler, Gambler” (nagrane domowe) (Trad. aranż. Bob Dylan) – nagrany jesienią 1960 przez Cleve’a Pettersona                       | 2:16    |
|     | |         |
| 3.  | „This Land Is Your Land” (koncertowa wersja) (Woody Guthrie) – nagrany w Nowym Jorku 4 listopada 1961                               | 5:57    |
|     | |         |
| 4.  | „Song to Woody” – pierwotnie wydany w marcu 1962 r. na Bob Dylan                                                                    | 2:41    |
|     | |         |
| 5.  | „Dink’s Song” (tzw. Minnesota Hotel Tape) (Trad. aranż. Bob Dylan)                                                                  | 4:37    |
|     | |         |
| 6.  | „I Was Young When I Left Home” (tzw. Minnesota Hotel Tape) – ten i powyższy nagrane 22 grudnia 1961 w Minneapolis                   | 5:19    |
|     | |         |
| 7.  | „Sally Gal” – odrzut z The Freewheelin’ Bob Dylan nagrany 24 kwietnia 1962                                                          | 2:37    |
|     | |         |
| 8.  | „Don’t Think Twice, It’s All Right” (nagranie demonstracyjne dla wydawcy Dylana Witmark Music) – nagrany w Nowym Jorku w marcu 1963 | 3:35    |
|     | |         |
| 9.  | „Man of Constant Sorrow” (Trad. aranż. Bob Dylan) – nagrany w marcu 1963 dla programu TV „Folk Songs and More Folk Songs”           | 3:03    |
|     | |         |
| 10. | „Blowin’ in the Wind” (koncertowa wersja)                                                                                           | 4:03    |
|     | |         |
| 11. | „Masters of War” (koncertowa wersja) – ten i powyższy nagrane w Town Hall w Nowym Jorku 12 kwietnia 1963                            | 4:41    |
|     | |         |
| 12. | „A Hard Rain’s a-Gonna Fall” (wersja koncertowa)                                                                                    | 7:46    |
|     | |         |
| 13. | „When the Ship Comes In” (wersja koncertowa) – ten i powyższy nagrane w Carnegie Hall w Nowym Jorku 26 października 1963            | 3:05    |
|     | |         |
| 14. | „Mr. Tambourine Man” – odrzut z Another Side of Bob Dylan z sesji z 9 czerwca 1964; razem z Ramblin’ Jackiem Elliottem              | 6:42    |
|     | |         |
| 15. | „Chimes of Freedom” (wersja koncertowa) – nagranie z Newport Folk Festival z 26 lipca 1964                                          | 8:02    |
|     | |         |
| 16. | „It’s All Over Now, Baby Blue” (wersja alternatywna) – nagrana podczas sesji do Bringing It All Back Home 16 stycznia 1965          | 3:33    |
|     | |         |
|     | | 1:09:25 |
|     | |         |

### Drugi dysk
| 1.  | „She Belongs to Me” (wersja alternatywna) – nagrana podczas sesji do Bringing It All Back Home 14 stycznia 1965                                                                                           | 3:18    |
|     | |         |
| 2.  | „Maggie’s Farm” (wersja koncertowa) – nagrany na Newport Folk Festival 25 lipca 1965 | 5:53    |
|     | |         |
| 3.  | „It Takes a Lot to Laugh, It Takes a Train to Cry” (wersja alternatywna) – nagrana podczas sesji do Highway 61 Revisited 15 czerwca 1965                                                                  | 3:33    |
|     | |         |
| 4.  | „Tombstone Blues” (wersja alternatywna) – nagrana podczas sesji do Highway 61 Revisited 29 lipca 1965 | 3:34    |
|     | |         |
| 5.  | „Just Like Tom Thumb’s Blues” (wersja alternatywna) – nagrana podczas sesji do Highway 61 Revisited 2 sierpnia 1965                                                                                       | 5:42    |
|     | |         |
| 6.  | „Desolation Row” (wersja alternatywna) – nagrana podczas sesji do Highway 61 Revisited 29 lipca 1965 | 11:44   |
|     | |         |
| 7.  | „Highway 61 Revisited” (wersja alternatywna) – nagrana podczas sesji do Highway 61 Revisited 2 sierpnia 1965                                                                                              | 3:38    |
|     | |         |
| 8.  | „Leopard-Skin Pill-Box Hat” (wersja alternatywna) – nagrana podczas sesji do Blonde on Blonde 25 stycznia 1966                                                                                            | 6:23    |
|     | |         |
| 9.  | „Stuck Inside of Mobile with the Memphis Blues Again” (wersja alternatywna) – nagrana podczas sesji do Blonde on Blonde 17 lutego 1966                                                                    | 5:44    |
|     | |         |
| 10. | „Visions of Johanna” (wersja alternatywna) – nagrana z the Hawks w Nowym Jorku 30 listopada 1965 | 6:36    |
|     | |         |
| 11. | „Ballad of a Thin Man” (wersja koncertowa) – nagrana w ABC Theatre in Edynburgu 20 maja 1966 | 7:45    |
|     | |         |
| 12. | „Like a Rolling Stone” (wersja koncertowa) – nagrana we Free Trade Hall w Manchesterze 17 maja 1966; poprzednio wydana na The Bootleg Series Vol. 4: Bob Dylan Live 1966, The „Royal Albert Hall” Concert | 8:12    |
|     | |         |
|     | | 1:12:02 |
|     | |         |

## Opis płyty
- Producent – Jeff Rosen, Steve Berkowitz, Bryce Dickinson,
- Nagranie – dysk 1: Ric Kangas (1); Cleve Petterson (2); Toni Mendell (3); Tony Glover (5, 6); Tony Janek i Frank Bruno (10, 11); George Knurrer i Frank Bruno (12, 13); dysk 2: Jeff Zaraya (2); M. Clayden
- Producenci oryginałów – John Hammond (dysk 1: 4, 7); Ernie Altshuler (dysk 1: 10, 11); Tom Wilson (dysk 1: 12, 13, 14, 16; dysk 2: 1); Bob Johnston (dysk 2: 3, 4, 5, 6, 7, 8, 9, 10)
- Oryginalne miksowanie – Mark Wilder (dysk 1: 7, 12, 14); Michael Brauer i Steve Berkowitz (dysk 1: 14; dysk 2: 12); Chris Shaw (dysk 1: 15, 16; dysk 2: 1, 2, 3, 4, 5, 6, 7, 8, 9, 10)
- Mastering – Mark Wilder
- Kierownictwo artystyczne i projekt – Geoff Gans
- Fotografie – Joe Alper (s. 19); John Cohen (s. 5, 6, 7); Barry Feinstein (przód okładki pudełka, s. 31, 56); David Gahr (s. 15, 20, 24); Jerry Schatzberg (tył okładki plastik. opakowania i wkładki, s. 28, 32, 38, 41, 44, 47); Daniel Kramer (przód okładki plastik. opakowania, s. 27, 35, 36, 43, wkładka pod dyskami); John Lanois (tylna okładka broszurki) oraz Sony Archives.
- Czas – 2 godz. 24 min. 31 sek.
- Firma nagraniowa – Columbia/Legacy
- Numer katalogowy – C2K 93937
- Data wydania – 30 sierpnia 2005

## Listy przebojów

### Album
| Rok  | Lista                          | Pozycja |
| ---- | ------------------------------ | ------- |
| 2004 | Billboard USA. Albumy popowe   | 16      |
| 2004 | Wielka Brytania. Albumy popowe | 21      |